# Confessions Tour
Cet article concerne la tournée. Pour l’album, voir The Confessions Tour.
Tournées par Madonna
Re-Invention Tour 
 (2004) Sticky & Sweet Tour 
 (2008 - 2009)
Le Confessions Tour est la septième tournée mondiale de la chanteuse américaine Madonna, faisant la promotion de son dixième album studio, Confessions On A Dance Floor. Débutée le 21 mai 2006 à Los Angeles (Californie, États-Unis) et terminée le 21 septembre 2006 à Tokyo (Japon), la tournée a visité l'Amérique du Nord, l'Europe et l'Asie.
Le concert est divisé en quatre tableaux : Equestrian, Bedouin, Glam-Punk et Disco. Equestrian se concentre sur le thème du sadomasochisme, Bedouin apporte des messages de paix, Glam-Punk est une partie avec des guitares électriques et de l'électronique et Disco offre des performances dansantes. La tournée a reçu l'acclamation des critiques et a été un important succès commercial. Les tickets se sont arrachés en quelques heures, après leur mise en vente, conduisant l'ajout de dates supplémentaires. Ayant rapporté 194,3 millions de dollars US, avec un total de 60 représentations, et ayant réuni 1,2 million de personnes, le Confessions Tour est le concert le plus lucratif de l'année 2006.
La performance de Live To Tell a été très critiquée par les groupes religieux, Madonna apparaissant sur une immense croix lumineuse et portant une couronne d'épines. Pour le Vatican, c'est une provocation envers la religion catholique, un acte blasphématoire, pouvant conduire à l'excommunication de la chanteuse. Madonna s'est exprimée par la suite, disant que cette performance servait à montrer la famine dans les pays d'Afrique et la mort de millions d'enfants. Cette performance a été censurée lors de multiples diffusions à la télévision.

## L'histoire de la tournée
La tournée a commencé le 21 mai 2006 au Forum de Los Angeles et se tiendra dans de nombreuses grandes villes de l'Amérique du Nord comme Las Vegas, Chicago, New York, Montréal, Miami... Le 30 juillet, Madonna se déplace en Europe, au Millennium Stadium à Cardiff. Puis à Londres pour donner 8 représentations. Ensuite à Paris, Rome, Amsterdam, Prague, Horsen, Moscou, Düsseldorf, Hanovre, Osaka et Tokyo.
Avec une soixantaine de dates, cette tournée est à ce jour la troisième plus longue de la carrière de Madonna, après le Sticky and Sweet Tour et le MDNA Tour. Le but avoué de ce nouveau show est de transposer l’album Confessions on a Dance Floor sur scène et de transformer chaque stade et salle de concert en gigantesque piste de danse.
Si les deux précédentes tournées étaient plus calmes et moins osées, le Confessions Tour renoue avec la provocation sous différentes formes : tout d’abord, la provocation sexuelle : Madonna entre sur scène habillée en écuyère dominatrice, et multiplie les poses suggestives avec ses danseurs ; vient ensuite la provocation religieuse : ceinte d'une couronne d'épines, elle apparaît crucifiée pendant la chanson Live To Tell, devant des écrans géants projetant des images d'enfants africains, avec cette image, la chanteuse cherche à critiquer l'attitude de l'Église face à l'épidémie de sida en Afrique ; et enfin, la provocation politique, avec la diffusion d'un clip de la chanson Sorry où apparaissent plusieurs personnalités politiques controversées (George W. Bush, Silvio Berlusconi, Tony Blair ou encore Jean-Marie Le Pen) ; comme elle l'explique dans la chanson, certaines paroles ne sont pas excusables et leurs auteurs ne peuvent pas simplement se dire « désolés ». La controverse qui entoure ce nouveau spectacle est assez importante : la tournée est marquée par plusieurs incidents (fausse alerte à la bombe en Hollande, protestation des organisations religieuses à Rome, manifestation à Moscou, etc.) qui n’empêcheront pas Madonna d’assurer toutes les dates et de finir sa tournée au Dome de Tokyo le 21 septembre 2006.
Madonna promet de visiter l'Australie dans sa prochaine tournée, car cela fait 14 ans qu'elle n'y est pas allée.
À la fin de l'année 2006, le concert est présenté sur presque toutes les chaines de télévisions du monde entier, comme NBC (le 22 novembre), Channel 4 (le 26 novembre), HBO (le 7 décembre), TQS (le 31 décembre 2006 ainsi que 2007), Vijf Tv et NRJ 12 (pour la France)(le 31 décembre), etc. La plupart des diffusions seront censurées.[réf. nécessaire]
Un album du concert, appelé Confessions Tour: Live From London, est en vente depuis le 29 janvier 2007.

## Infos
- 2 heures de concert[réf. souhaitée]
- 60 dates sold out en quelques heures[réf. souhaitée]
- Plus de 1,2 million de spectateurs[réf. souhaitée]

## La scène
Un écran géant central, au-dessus de ce dernier se situe un écran géant panoramique, deux autres écrans géants latéraux, trois plateformes dont une au cœur de la foule composées toutes d'un écran visuel, et plusieurs plateformes.

## Le concert

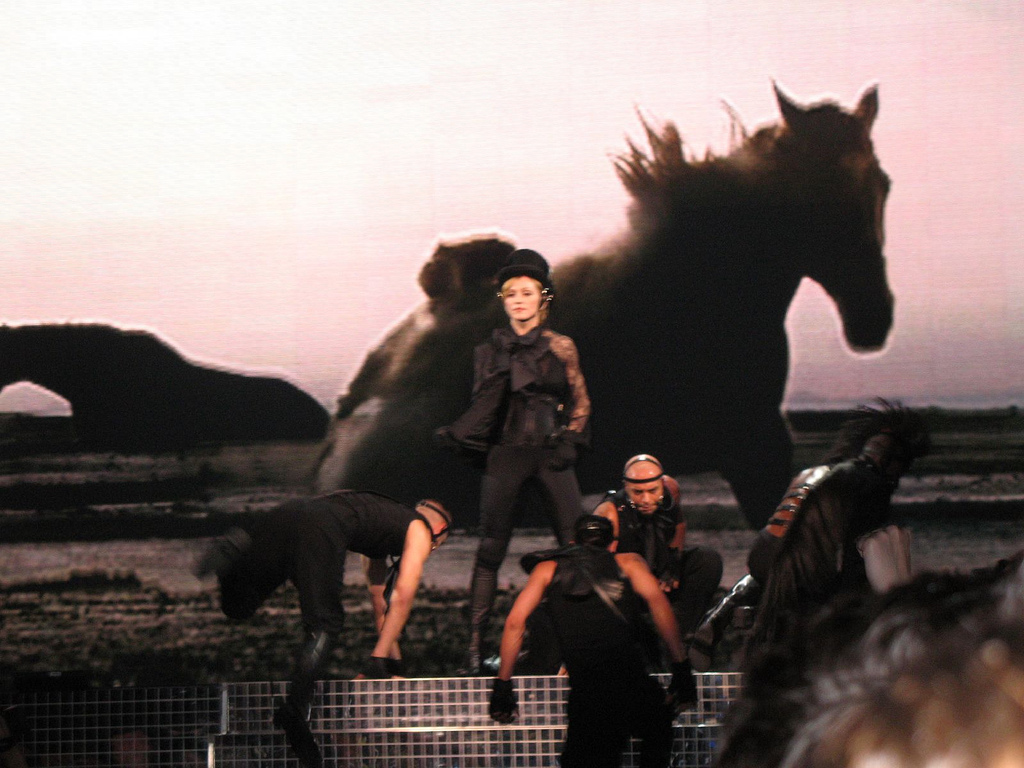
Madonna durant Future Lovers

Madonna inclut dans sa tournée ses grands succès comme Like a Virgin, Live To Tell, Ray Of Light et Lucky star. Elle a même emprunté la chanson I Feel Love de Donna Summer. Voici le concert raconté chanson par chanson :
- Future Lovers/I Feel Love : Un enregistrement vidéo de 3 minutes joue avant son entrée en scène, en même temps que tous ses danseurs, mimant des cavaliers, des chevaux et des dompteurs, dansent. On y voit des chevaux courant et Madonna entame les premières paroles de Future Lovers. Après 3 minutes, une immense boule disco descend du plafond pour ensuite se poser sur scène. La boule s'ouvre et laisse apparaître Madonna, un sourire aux lèvres et une cravache en main.
- Get Together : Madonna enlève son chapeau et son manteau et commencer à chanter la chanson. Deux danseurs l'accompagneront dans la chanson qui contient de nombreux jeux de lumières, principalement rouges.
- Like a Virgin : Durant Like a Virgin, Madonna chante sur un carrousel mécanique en faisant des prouesses athlétiques.
- Jump : Madonna est accompagnée par 4 danseurs qui sautent partout, selon la technique du parkour sur des immenses échafaudages et barres de métal. À la fin, elle disparaît sous scène pour changer de tenue.

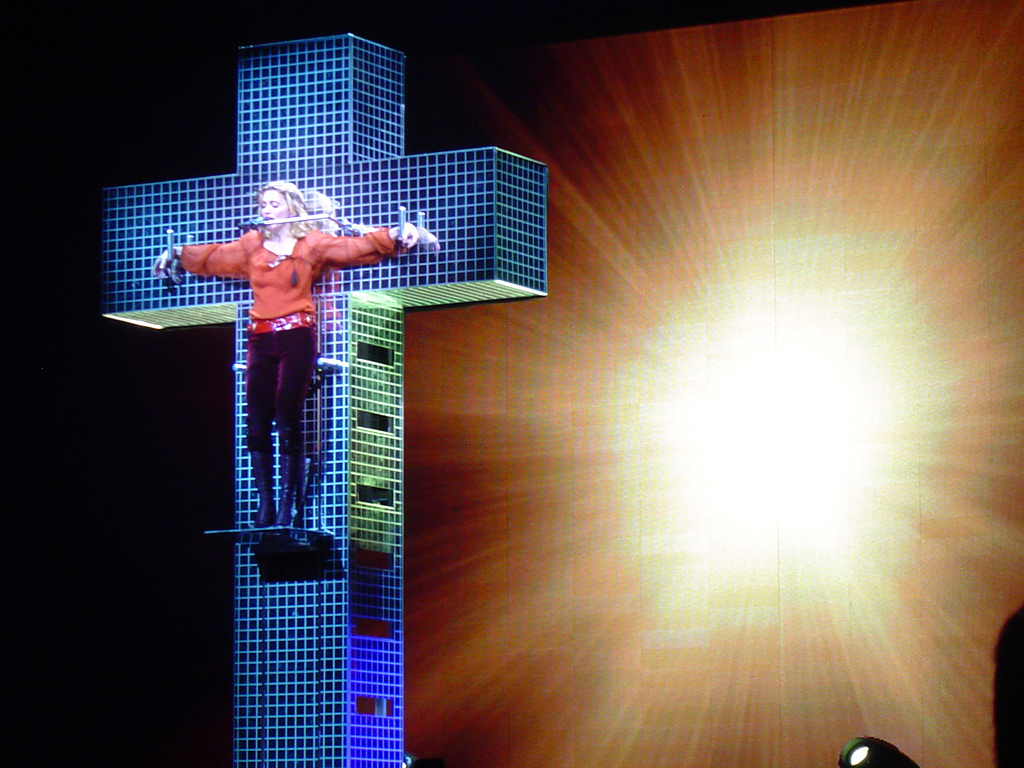
Madonna pendant l'interprétation du Live to Tell

- Live To Tell : Sûrement le moment fort du concert, elle chante la chanson « crucifiée » sur une immense croix de diamant. En fin de chanson, elle descend de sa croix, termine le dernier couplet debout (tandis que des messages sur les ravages du SIDA en Afrique défilent) avant que ne jaillissent des flammes sur les écrans. Elle pose alors sa couronne d'épines sur le sol et termine à terre, face au sol les bras écartés (comme lors de sa « crucifixion ») au pied de sa croix.
- Forbidden Love : Elle chante en compagnie de deux danseurs : un tatoué d'une étoile juive et l'autre avec un croissant (symbole des musulmans et des turcs). Ils font des « jeux » de mains avec la chanteuse.
- Isaac : Un chanteur chante en duo avec Madonna. Une femme est enfermée dans une cage et Madonna la « libère » en lui enlevant sa tunique. La danseuse se met à courir comme si elle était libre.
- Sorry : Madonna danse comme dans le clip : elle montre sa grande flexibilité en mettant sa jambe derrière sa tête et en faisant le grand écart trois fois de suite. Elle y mime également la masturbation féminine. De plus, la mise en scène dans la cage (la même que dans la chanson précédente) montre bien les danseuses et Madonna contre les danseurs (affrontements hommes→femmes). Elle termine par un doigt d'honneur tout en fixant le public lentement de gauche à droite.
- Like It Or Not : Madonna chante sur une chaise avec une chorégraphie précise et sexy.
- I Love New York : Madonna chante la chanson en jouant de la guitare électrique. Avec sur l'écran géant, des buildings new-yorkais en néons sur fond noir qui clignotent, qui se forment...
- Ray Of Light : Madonna fait la même chose que la chanson précédente, mais cette fois-ci, avec six danseurs faisant les robots en costume noir. Ces derniers disparaissent chacun leur tour à la fin de la chanson en sautant dans le trou qui se trouve sur la scène.
- Let it Will Be : C'est sûrement la chanson où Madonna se défoule le plus. Elle danse comme si elle était hystérique.
- Drowned World/Substitute For Love : Madonna chante sur une marche de la scène, elle ne danse pas, elle n'est pas accompagnée de danseurs.
- Paradise (Not For Me) : Madonna joue de la guitare en duo avec le chanteur de la chanson Isaac.
- Music Inferno : L'intro de cette chanson commence avec une ambiance très disco, ou les danseurs en patins à roulettes et en costumes très colorés font des acrobaties en tout genre, des pas de danses, du patin à roulettes, puis ils rejoignent tous le point central de la scène ou Madonna apparaît habillée comme John Travolta dans La Fièvre du samedi soir (Saturday Night Fever) avec deux danseuses pour chorégraphie mouvementée.
- Erotica : Madonna change de tenue, et danse en chantant avec plusieurs de ses danseurs et danseuses. C'est la chanson la plus « slow » du concert, mais la plus dansante. Des immenses boules à facettes apparaissent au-dessus de la scène, elles clignotent en fonction du tempo de la musique.

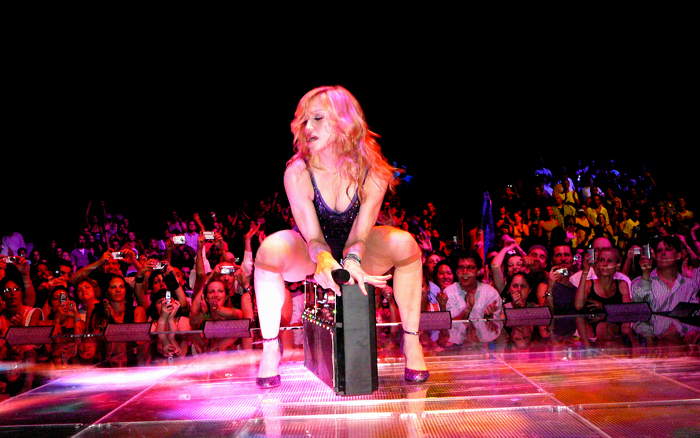
Hung Up

- La Isla Bonita : Madonna chante en compagnie de tous ses danseurs et danseuses avec un joueur de guitare. Elle danse et c'est une chanson très joyeuse. Elle touche la main du public.
- Lucky Star : Elle enfile une cape portant l'inscription Dancing Queen (référence à Abba) qui s'illumine tout en chantant.
- Hung Up : La chanson qui termine le concert. Elle danse sur une armature de métal avec quelques danseurs et danseuses et ensuite enjambe une radio (comme dans le clip) et chante la fin de la chanson. Elle fait chanter le public aussi. Pendant cette chanson, l'immense boule à facettes dans laquelle elle apparait au début envoie des lumières dans toute la salle, et des ballons dorés tombent par centaines dans la foule et sur la scène.

## Setlist

### Act 1: Equestrian
- Future Lovers/I Feel Love
- Get Together
- Like A Virgin
- Jump

### Act 2: Bedouin
- Live to Tell
- Forbidden Love
- Isaac
- Sorry
- Like It Or Not

### Act 3: Glam-Punk
- I Love New York
- Ray of Light
- Let It Will Be
- Drowned World/Substitute for Love
- Paradise (Not For Me)

### Act 4: Disco
- Music Inferno
- Erotica
- La Isla Bonita
- Lucky Star
- Hung Up

## Membres de la tournée
- Chanteuse, danseuse et guitare : Madonna et Isaac Sinwani (Seulement sur 3 titres)
- Directeur de la tournée : Jamie King
- Directeur musical : Stuart Price
- Costumes : Arianne Phillips, Jean-Paul Gaultier et Roman Diaz
- Choristes : Donna De Lory, Nicki Richards et Yitzhak Sinwani
- Promoteur : The Next Adventure

## Musiciens
- Batterie : Steve Sidelnyk
- Claviers : Marcus Brown et Stuart Price
- Guitare : Monte Pittman

## Danseurs
- Jason Young
- Daniel "Cloud" Campos
- Leroy "Hypnosis" Barnes
- Mihran Kirakosian
- William "Norman" Charlemoine
- Steve Nestar
- Addie Yungmee
- Sofia Boutella
- Reshma Gajjar
- Tamara Levinson
- Sebastien Foucan
- Levi Meeuwenberg
- Charmaine
- Victor Lopez
- Oleg

## Quelques petites remarques
- À l'origine, la setlist de la tournée ne devait pas être l'actuelle. Tout d'abord, une cinquième chanson devait compléter le tableau équestre : Deeper and Deeper, extrait de l'album Erotica ; elle devait suivre Get Together. Ensuite, Drowned World/Substitute for Love devait comprendre, à la fin du morceau, un couplet de Nothing Fails, les deux titres collant parfaitement. Aussi, Music Inferno ne devait être que l'interlude avec les rollers, et devait être suivie de Everybody version 2006, toute première chanson de la Madone à la sauce d'aujourd'hui. Enfin, l'interlude Sorry Remix devait au départ être une interlude mettant en scène un clip inédit de How High, extrait de l'album Confessions on a Dance Floor, montrant Madonna et la célébrité.
- Lors l'un de ces concerts parisiens en août 2006, juste avant de chanter Drowned World/Substitute for Love, Madonna, après avoir bu de l'eau, n'a pas pu s'empêcher de dire en français « Je suis chaude, et vous ? » ...alors qu'elle voulait dire « J'ai chaud, et vous ? »
- Lors d'un concert à Miami, le 23 juillet, Madonna, après s'être déchainée sur Let it will be, eut une difficulté technique avec son micro qui ne fonctionnait plus.
- Les 4 concerts parisiens ont affiché complets en 30 minutes.
- Lors de son concert du 31 août à Paris, Madonna a fait la surprise à son public d'inviter Lenny Kravitz sur scène pour un duo sur I love New York.
- Un problème technique est survenu à Amsterdam, le 3 septembre : la cape que Madonna porte et qui est censée s'allumer sur un moment fort de Lucky Star ne fonctionne pas.
- À Moscou le 12 septembre, Madonna a chanté, après Drowned World/Substitute for Love, Give Peace a Chance de John Lennon en compagnie de ses choristes et de ses danseurs. Ce premier concert en Russie sera très remarqué : Madonna fait l'objet de menaces d'enlèvement par la mafia russe et des organisations orthodoxes manifestent contre sa venue[1],[2].
- C'est à Tokyo que Madonna a chanté pour la première fois avec sa perruque blonde platine qu'elle porte dans la clip du single Jump. Madonna a donc eu une nouvelle coiffure durant ses shows au Japon, uniquement durant les parties guitare et disco.
- Au Japon toujours, Madonna portait un tee-shirt, durant Drowned World/Substitute for Love, sur lequel on pouvait lire Japanese do it better (« Les Japonais sont les meilleurs », en hommage à son célèbre T-shirt Italians do it better de la vidéo de Papa Don't Preach).
- Au début du concert, l'illusion est donnée que Madonna se trouve dans la boule disco. En fait, elle ne s'y trouve pas et c'est au moment que la boule touche le sol que la base (restée au sol) monte avec Madonna dessus, comme un ascenseur.
- Durant tout le show, plusieurs références au disco sont à remarquer. Le mix de I feel love de Donna Summer, reine du disco, avec Future Lovers, le mix de Disco Inferno des célèbres The Trammps, avec Music  la cape durant Lucky Star avec marqué au dos Dancing Queen, référence à la chanson d'Abba, cette cape que portait une chanteuse d'Abba lors des concerts du groupe mythique (de même que le costume qu'elle porte pour chanter Erotica, réplique exacte d'un costume de scène de ABBA), rappellent que Madonna veut faire renaître à travers son concert le disco. Aussi, bien entendu, notons le sample de Gimme! Gimme! Gimme! d'Abba dans la chanson Hung Up. Enfin, l'énorme boule disco descendant du plafond pour l'entrée de Madonna, et qui fait des stades et des salles de spectacle de véritables discothèques pour le final, rappelle bien l'ambiance disco.
- Une vidéo Youtube permet de se représenter le jeu du batteur pendant le show.

## Dates de la tournée
| Date              | Ville           | Pays               | Lieu                             | Affluence | Revenu        |
| ----------------- | --------------- | ------------------ | -------------------------------- | --------- | ------------- |
| Amérique du Nord  |                 |                    |                                  |           |               |
| 21 mai 2006       | Los Angeles     | États-Unis         | Forum                            | 40,044    | 7 686 380 $   |
| 23 mai 2006       | Los Angeles     | États-Unis         | Forum                            | 40,044    | 7 686 380 $   |
| 24 mai 2006       | Los Angeles     | États-Unis         | Forum                            | 40,044    | 7 686 380 $   |
| 27 mai 2006       | Las Vegas       | États-Unis         | MGM Grand Arena                  | 27,528    | 7 257 750 $   |
| 28 mai 2006       | Las Vegas       | États-Unis         | MGM Grand Arena                  | 27,528    | 7 257 750 $   |
| 30 mai 2006       | San Jose        | États-Unis         | HP Pavilion                      | 27,024    | 4 761 555 $   |
| 31 mai 2006       | San Jose        | États-Unis         | HP Pavilion                      | 27,024    | 4 761 555 $   |
| 3 juin 2006       | Los Angeles     | États-Unis         | Staples Center                   | 14,158    | 2 804 583 $   |
| 5 juin 2006       | Fresno          | États-Unis         | Save Mart Center                 | 20,154    | 3 749 800 $   |
| 6 juin 2006       | Fresno          | États-Unis         | Save Mart Center                 | 20,154    | 3 749 800 $   |
| 8 juin 2006       | Phoenix         | États-Unis         | Jobing.com Arena                 | 28,820    | 4 890 090 $   |
| 10 juin 2006      | Phoenix         | États-Unis         | Jobing.com Arena                 | 28,820    | 4 890 090 $   |
| 14 juin 2006      | Chicago         | États-Unis         | United Center                    | 52,000    | 9 271 790 $   |
| 15 juin 2006      | Chicago         | États-Unis         | United Center                    | 52,000    | 9 271 790 $   |
| 18 juin 2006      | Chicago         | États-Unis         | United Center                    | 52,000    | 9 271 790 $   |
| 19 juin 2006      | Chicago         | États-Unis         | United Center                    | 52,000    | 9 271 790 $   |
| 21 juin 2006      | Montréal        | Canada             | Centre Bell                      | 34,940    | 5 670 150 $   |
| 22 juin 2006      | Montréal        | Canada             | Centre Bell                      | 34,940    | 5 670 150 $   |
| 25 juin 2006      | Hartford        | États-Unis         | Civic Centre                     | 21,558    | 3 451 235 $   |
| 26 juin 2006      | Hartford        | États-Unis         | Civic Centre                     | 21,558    | 3 451 235 $   |
| 28 juin 2006      | New York        | États-Unis         | Madison Square Garden            | 91,841    | 16 507 855 $  |
| 29 juin 2006      | New York        | États-Unis         | Madison Square Garden            | 91,841    | 16 507 855 $  |
| 2 juillet 2006    | New York        | États-Unis         | Madison Square Garden            | 91,841    | 16 507 855 $  |
| 3 juillet 2006    | New York        | États-Unis         | Madison Square Garden            | 91,841    | 16 507 855 $  |
| 6 juillet 2006    | Boston          | États-Unis         | TD Banknorth Garden              | 36,741    | 6 337 115 $   |
| 9 juillet 2006    | Boston          | États-Unis         | TD Banknorth Garden              | 36,741    | 6 337 115 $   |
| 10 juillet 2006   | Boston          | États-Unis         | TD Banknorth Garden              | 36,741    | 6 337 115 $   |
| 12 juillet 2006   | Philadelphie    | États-Unis         | Wachovia Center                  | 29,749    | 4 639 775 $   |
| 13 juillet 2006   | Philadelphie    | États-Unis         | Wachovia Center                  | 29,749    | 4 639 775 $   |
| 16 juillet 2006   | Atlantic City   | États-Unis         | Boardwalk Hall                   | 12,322    | 3 246 100 $   |
| 18 juillet 2006   | New York        | États-Unis         | Madison Square Garden            | [A]       | [A]           |
| 19 juillet 2006   | New York        | États-Unis         | Madison Square Garden            | [A]       | [A]           |
| 22 juillet 2006   | Miami           | États-Unis         | AmericanAirlines Arena           | 30,410    | 5 568 485 $   |
| 23 juillet 2006   | Miami           | États-Unis         | AmericanAirlines Arena           | 30,410    | 5 568 485 $   |
| Europe            |                 |                    |                                  |           |               |
| 30 juillet 2006   | Cardiff         | Royaume-Uni        | Millennium Stadium               | 55,795    | 7 788 845 $   |
| 1er août 2006     | Londres         | Royaume-Uni        | Wembley Arena                    | 86,061    | 22 090 582 $  |
| 3 août 2006       | Londres         | Royaume-Uni        | Wembley Arena                    | 86,061    | 22 090 582 $  |
| 6 août 2006       | Rome            | Italie             | Stadio Olimpico                  | 63,054    | 5 268 886 $   |
| 9 août 2006       | Londres         | Royaume-Uni        | Wembley Arena                    | [B]       | [B]           |
| 10 août 2006      | Londres         | Royaume-Uni        | Wembley Arena                    | [B]       | [B]           |
| 12 août 2006      | Londres         | Royaume-Uni        | Wembley Arena                    | [B]       | [B]           |
| 13 août 2006      | Londres         | Royaume-Uni        | Wembley Arena                    | [B]       | [B]           |
| 15 août 2006      | Londres         | Royaume-Uni        | Wembley Arena                    | [B]       | [B]           |
| 16 août 2006      | Londres         | Royaume-Uni        | Wembley Arena                    | [B]       | [B]           |
| 20 août 2006      | Düsseldorf      | Allemagne          | LTU Arena                        | 44,744    | 5 926 105 $   |
| 22 août 2006      | Hanovre         | Allemagne          | AWD-Arena                        | 39,871    | 5 218 985 $   |
| 24 août 2006      | Horsens         | Danemark           | Forum Horsens Stadion            | 85,232    | 11 435 199 $  |
| 27 août 2006      | Paris           | France             | Palais omnisports de Paris-Bercy | 67,758    | 9 145 832 $   |
| 28 août 2006      | Paris           | France             | Palais omnisports de Paris-Bercy | 67,758    | 9 145 832 $   |
| 30 août 2006      | Paris           | France             | Palais omnisports de Paris-Bercy | 67,758    | 9 145 832 $   |
| 31 août 2006      | Paris           | France             | Palais omnisports de Paris-Bercy | 67,758    | 9 145 832 $   |
| 3 septembre 2006  | Amsterdam       | Pays-Bas           | Amsterdam ArenA                  | 102,330   | 11 783 254 $  |
| 4 septembre 2006  | Amsterdam       | Pays-Bas           | Amsterdam ArenA                  | 102,330   | 11 783 254 $  |
| 6 septembre 2006  | Prague          | République tchèque | Sazka Arena                      | 37,666    | 5 861 668 $   |
| 7 septembre 2006  | Prague          | République tchèque | Sazka Arena                      | 37,666    | 5 861 668 $   |
| 12 septembre 2006 | Moscou          | Russie             | Stade Loujniki                   | 37,939    | 5 548 998 $   |
| Asie              |                 |                    |                                  |           |               |
| 16 septembre 2006 | Osaka           | Japon              | Kyocera Dome Osaka               | 50,623    | 7 379 553 $   |
| 17 septembre 2006 | Osaka           | Japon              | Kyocera Dome Osaka               | 50,623    | 7 379 553 $   |
| 20 septembre 2006 | Tokyo           | Japon              | Tokyo Dome                       | 71,231    | 11 463 877 $  |
| 21 septembre 2006 | Tokyo           | Japon              | Tokyo Dome                       | 71,231    | 11 463 877 $  |
| CUMULATIF TOTAL   | CUMULATIF TOTAL | CUMULATIF TOTAL    | CUMULATIF TOTAL                  | 1,209,593 | 194 754 447 $ |

## Galerie

### Act 1: Equestrian
|                             |
| Future Lovers / I Feel Love |

|              |
| Get Together |

|               |
| Like a Virgin |

|      |
| Jump |

### Act 2: Bedouin
|              |
| Live to Tell |

|                |
| Forbidden Love |

|       |
| Isaac |

|       |
| Sorry |

|                |
| Like It Or Not |

### Act 3: Glam-Punk
|                 |
| I Love New York |

|              |
| Ray of Light |

|                |
| Let It Will Be |

|                                   |
| Drowned World/Substitute for Love |

|                       |
| Paradise (Not For Me) |

### Act 4: Disco
|               |
| Music Inferno |

|         |
| Erotica |

|                |
| La isla bonita |

|            |
| Lucky Star |

|         |
| Hung Up |

## Setlist

### Particularités, annulations et déplacements de certains concerts
A  L'affluence et la recette de ses concerts sont combinées avec celles des concerts du 28 juin au 6 juillet à New York.
B  L'affluence et la recette de ses concerts sont combinées avec celles des concerts du 1er et 3 août à Londres.